# Российский национальный молодёжный симфонический оркестр
Российский национальный молодёжный симфонический оркестр — оркестровый коллектив-академия, созданный в 2018 году. Деятельность оркестра курируется Московской филармонией, репетиционная база коллектива находится в зале «Филармония-2». Принятое сокращение — РНМСО.

## История
Оркестр создан по поручению Президента Российской Федерации В. В. Путина. В июне 2018 года при участии Московской филармонии был проведен всероссийский конкурс с целью набора участников будущего оркестра. По итогам конкурса в первый состав оркестра вошли студенты и молодые музыканты из 20 городов России. Первое турне оркестра по городам России включило в себя Нижний Новгород, Кемерово, Томск, Омск.
В концепцию оркестра с самого начала была заложена идея академии, дающая возможность общения с оркестровыми музыкантами ведущих коллективов мира. В сезоне 2018/19 года к работе с музыкантами РНМСО были приглашены концертмейстеры из оркестра Концертгебау, оркестра Капитолия Тулузы. В дальнейшем с РНМСО сотрудничали солисты Госоркестра, Большого симфонического оркестра имени П. И. Чайковского, Бостонского симфонического оркестра.
Инаугурационный концерт коллектива состоялся 27 ноября 2018 года в Концертном зале П. И. Чайковского (Москва). В качестве солиста в Третьем концерте С. В. Рахманинова выступал Денис Мацуев. Программа включала в себя произведения Г. Малера, И. Брамса, Л. ван Бетховена, Д. Д. Шостаковича и специально сочинённую для РНМСО А. В. Чайковским рапсодию на русские темы «Кавалер и барышня». За дирижёрским пультом были Алексей Рубин и Димитрис Ботинис. Концерт прошёл в присутствии Министра культуры России В. Р. Мединского и генерального директора Московской филармонии А. А. Шалашова.
Ежегодно оркестр дает около 40 концертов. Так, за первые три сезона РНМСО провел 119 концертов в более чем 20 городах России.
Летом 2021 года оркестр дебютировал на сцене крупнейших европейских залов — в венском Музикферайне (под управлением Юлиана Рахлина) и на открытии Люцернского фестиваля (под управлением Валентина Урюпина).

### Дирижёры
С момента своего создания в качестве приглашённых дирижеров оркестром руководили Валерий Гергиев, Туган Сохиев, Василий Петренко, Пааво Ярви, Шарль Дютуа, Юрий Симонов, Василий Синайский, Владимир Федосеев, Михаил Юровский, Александр Лазарев, Томас Зандерлинг, Александр Сладковский, Филипп Херревеге, Марк Минковский, Антонелло Манакорда, Максим Емельянычев, Кирилл Карабиц, Юлиан Рахлин, Валентин Урюпин, Димитрис Ботинис, Алексей Рубин, Антон Шабуров.

## Организация
Коллектив РНМСО не имеет главного дирижёра, в течение сезона за пульт приглашаются известные дирижёры. По мнению В. Ойвина, благодаря этому «невозможна „рутинная“ игра, какая бывает там, где музыканты, порой по нескольку десятков лет, играют почти одно и то же».
Каждый год в оркестр проводится набор на конкурсной основе среди студентов оркестровых факультетов музыкальных вузов. Возрастной ценз — от 20 до 28 лет. Прошедшие конкурс музыканты зачисляются в состав оркестра в качестве стажёров, получая заработную плату.
РНМСО имеет положение о кадровом резерве для наиболее значимых оркестров России — это одна из целей, поставленных при создании этого оркестра. Участниками резерва являются артисты, имеющие стаж работы не менее трёх лет в РНМСО и успешно прошедшие мастер-классы академии.